# 谷内田哲平
谷内田 哲平（やちだ てっぺい、2001年11月1日 - ）は、新潟県長岡市出身のプロサッカー選手。Jリーグ・RB大宮アルディージャ所属。ポジションはミッドフィールダー（MF）。

## 来歴
長岡ジュニアユースFCの出身で、U-15時代の2015年7月にU-15日本代表のタイ遠征メンバーに選出された。また、中学2年時より帝京長岡高等学校のレギュラー選手として高円宮杯 JFA U-18サッカープリンスリーグ北信越に出場していた。帝京長岡高校への進学後も1年時よりスタメンに定着し、第97回全国高等学校サッカー選手権大会では優秀選手に選出された。高校の同期には晴山岬などがいる。2019年3月7日、京都サンガF.C.に2020年度より加入すると発表された。8月23日、JFA･Jリーグ特別指定選手として承認された。
2020年より帝京長岡高校から京都サンガF.C.に入団。8月20日、第13節のアルビレックス新潟戦で途中出場から生まれ育った新潟でデビューを果たした。
2021年7月29日、栃木SCへ期限付き移籍により加入した。10月3日、J2第32節の大宮アルディージャ戦でプロ初ゴールを決めた。
2023年、京都サンガF.C.に復帰。
2024年6月、韓国Kリーグ2（2部）のFC安養に期限付き移籍。
2025年、RB大宮アルディージャに完全移籍。

## 所属クラブ
- 2005年 - 2013年 長岡ジュニアユースFC U-12
- 2014年 - 2016年 長岡ジュニアユースFC U-15 (長岡市立宮内中学校)[2]
- 2017年 - 2019年 帝京長岡高等学校
  - 2018年8月 - 同年12月  京都サンガF.C. (特別指定選手)
- 2020年 - 2024年  京都サンガF.C.
  - 2021年7月 - 2022年  栃木SC (期限付き移籍)
  - 2024年6月 - 同年12月  FC安養 (期限付き移籍)
- 2025年 -  RB大宮アルディージャ

## 個人成績
| 国内大会個人成績 | 国内大会個人成績 | 国内大会個人成績 | 国内大会個人成績 | 国内大会個人成績 | 国内大会個人成績 | 国内大会個人成績 | 国内大会個人成績 | 国内大会個人成績 | 国内大会個人成績 | 国内大会個人成績 | 国内大会個人成績 |
| 年度             | クラブ           | 背番号           | リーグ           | リーグ戦         | リーグ戦         | リーグ杯         | リーグ杯         | オープン杯       | オープン杯       | 期間通算         | 期間通算         |
| 年度             | クラブ           | 背番号           | リーグ           | 出場             | 得点             | 出場             | 得点             | 出場             | 得点             | 出場             | 得点             |
| 日本             | 日本             | 日本             | 日本             | リーグ戦         | リーグ戦         | リーグ杯         | リーグ杯         | 天皇杯           | 天皇杯           | 期間通算         | 期間通算         |
| ---------------- | ---------------- | ---------------- | ---------------- | ---------------- | ---------------- | ---------------- | ---------------- | ---------------- | ---------------- | ---------------- | ---------------- |
| 2020             | 京都             | 22               | J2               | 23               | 0                | -                | -                | -                | -                | 23               | 0                |
| 2021             | 京都             | 22               | J2               | 0                | 0                | -                | -                | 1                | 0                | 1                | 0                |
| 2021             | 栃木             | 44               | J2               | 14               | 3                | -                | -                | -                | -                | 14               | 3                |
| 2022             | 栃木             | 14               | J2               | 39               | 1                | -                | -                | 0                | 0                | 39               | 1                |
| 2023             | 京都             | 25               | J1               | 17               | 0                | 6                | 1                | 1                | 0                | 24               | 1                |
| 2024             | 京都             | 25               | J1               | 3                | 0                | 1                | 0                | 1                | 1                | 5                | 1                |
| 韓国             | 韓国             | 韓国             | 韓国             | リーグ戦         | リーグ戦         | リーグ杯         | リーグ杯         | FA杯             | FA杯             | 期間通算         | 期間通算         |
| 2024             | FC安養           | 44               | K2               | 7                | 1                | -                | -                | 0                | 0                | 7                | 1                |
| 日本             | 日本             | 日本             | 日本             | リーグ戦         | リーグ戦         | リーグ杯         | リーグ杯         | 天皇杯           | 天皇杯           | 期間通算         | 期間通算         |
| 2025             | 大宮             | 41               | J2               |                  |                  |                  |                  |                  |                  |                  |                  |
| 通算             | 日本             | 日本             | J1               | 20               | 0                | 7                | 1                | 2                | 1                | 29               | 2                |
| 通算             | 日本             | 日本             | J2               | 76               | 4                | -                | -                | 1                | 0                | 77               | 4                |
| 通算             | 韓国             | 韓国             | K2               | 7                | 1                | -                | -                | 0                | 0                | 7                | 1                |
| 総通算           | 総通算           | 総通算           | 総通算           | 103              | 5                | 7                | 1                | 3                | 1                | 113              | 7                |

出場歴
- Jリーグ初出場 - 2020年8月19日 J2第13節・アルビレックス新潟戦（デンカビッグスワンスタジアム）
- Jリーグ初得点 - 2021年10月3日 J2第32節・大宮アルディージャ戦 (カンセキスタジアムとちぎ)

## タイトル

### 個人
- 第97回全国高等学校サッカー選手権大会・優秀選手（2019年）

## 代表歴
- U-15日本代表（2015年）
- U-16日本代表（2017年）
- U-19日本代表（2020年）
- U-20日本代表（2021年）
- U-22日本代表（2023年）
  - アジア競技大会サッカー競技